# .38 TPC
Calibrul .38 Taurus Pistol Caliber / 9,2x18mm este un cartuș cu percuție centrală și pulbere fără fum, destinat inițial pistoalelor.
A fost dezvoltat de Taurus⁠(d) în parteneriat cu CBC⁠(d) începând din 2023, cu scopul de a oferi pe piața braziliană un calibru care să respecte noua legislație privind „calibrele permise,” ce impune o energie maximă de 407 jouli la gura țevii.

## Istorie
Proiectul a început la sfârșitul anului 2023, când intenția noului guvern brazilian de a limita energia la gura țevii a armelor „permise” fusese deja anunțată și stabilită la 407 jouli. S-a anunțat că noul calibru va fi cu 40% mai puternic decât actualul calibru .380 și va avea un recul mai mic, precum și un preț mai redus decât cel al calibrului 9mm Luger⁠(d).
Lansarea oficială a calibrului .38 TPC în Brazilia, împreună cu noile arme compatibile, a avut loc pe 6 iunie 2024.

## Dimensiuni

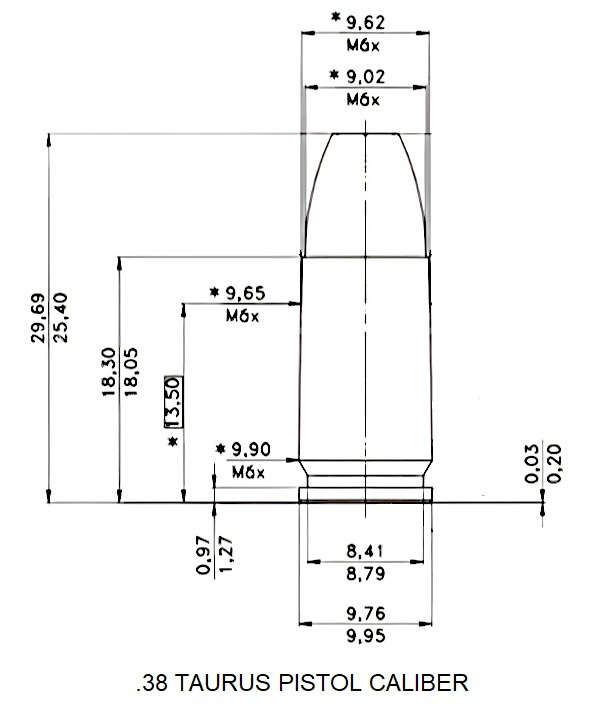

## Caracteristici tehnice
Scopul acestui calibru a fost de a crea o opțiune intermediară între .380 ACP⁠(d) și 9 mm Luger⁠(d), generând între 380 și 400 jouli de energie la gura țevii, în funcție de muniția folosită, respectând astfel limitele stabilite prin decretul guvernamental pentru armele cu calibre „permise.”
Comparativ cu .380, .38 TPC are o viteză și o energie mai mare la ieșirea din țeavă, cu 40% mai ridicate. Față de 9mm, .38 TPC are până la 28% mai puțin recul, oferind un confort și un control mai bun la tragere, precum și o recuperare rapidă a țintei între focuri. Toate aceste caracteristici sunt benefice în competițiile sportive de viteză și precizie, cum ar fi cele IPSC.
Muniția .38 TPC respectă, de asemenea, cerințele Protocolului FBI privind penetrarea balistică. Într-un test comparativ cu muniția .380 Auto Gold Hex, calibrul .38 TPC a demonstrat o penetrare de 36,83 cm în gelatină balistică, fiind în intervalul ideal specificat de FBI la distanțe de 3 metri.
În ceea ce privește cartușul, acesta este practic același cu un 9 mm Luger⁠(d) „scurtat” (mai puțin de 1 mm), de la 19,15 mm la 18,30 mm.

## Primele pistoale
Primele pistoale compatibile cu acest nou calibru sunt modelele G2C și GX4 Carry.